# Infamy and the Breed
Infamy and the Breed är det svenska melodiska death metal-bandet Zonarias debutalbum. Albumet spelades in på Black Lounge Studios i Avesta med Per Nilson och Jonas Kjellgren från Scar Symmetry.

## Låtlista
1. "Infamy" - 1:39
2. "The Last Endeavor" - 3:27
3. "Pandemic Assault" - 3:48
4. "The Armageddon Anthem" - 3:43
5. "Rendered In Vain" - 4:16
6. "Image Of Myself" - 4:20
7. "Evolution Overdose" - 4:03
8. "Attending Annihilation" feat. Christian Älvestam - 3:34
9. "Descend Into Chaos" - 3:43
10. "Ravage The Breed" - 4:25
11. "The Black Omen" - 4:54
12. "Everything Is Wasteland" - 4:46
13. "Misery Dive" (Japanskt bonusspår)"

## Medverkande
- Jonas Kjellgren - Mixing/Mastering
- Per Nilson - Producent
- Christian Älvestam - gästsångare
- Simon Berglund – sång, gitarr
- Emil Nyström – gitarr
- Jerry Ekman – bas
- Emanuel Isaksson – trummor
- Illustrationer av Seth (Rotting Christ, Vader, Decapitated)

## Utgivning
| Land           | Datum            |
| -------------- | ---------------- |
| Storbritannien | 3 september 2007 |
| USA            | 4 september 2007 |
| Europa         | 7 september 2007 |
| Japan          | 7 september 2007 |